# Break Shot
Break Shot (ブレイクショット, Bureikushotto) é uma série de mangá japonesa que abrange dezesseis volumes. Muitas das cenas retratadas na série são baseadas em princípios reais de bilhar, embora sejam altamente dramatizadas e às vezes ignorem os princípios da física.

## Enredo
A história inicialmente se concentra no desejo de Oda de divulgar o clube de sinuca em sua escola. Eventualmente, o foco muda para a escalada de Oda nos circuitos de torneios de bilhar e seu desejo de dominar novas habilidades e inventar novas tacadas.

## Personagens
Oda Shinsuke
O principal protagonista da série, Oda é um estudante do ensino médio obcecado por pool. No início da série, ele era o único membro do clube de pool de sua escola. Ele é um indivíduo muito focado e exibe um talento incrível na modalidade. Oda inventa constantemente métodos criativos para escapar de situações difíceis enquanto joga contra os adversários.
No início, sua especialidade é o salto, mas à medida que a história avança, ele usa movimentos mais variados e às vezes até exóticos.
Em algumas traduções é chamada de "Chinmi".
Hayakawa Asako
Ela é a presidente do corpo discente da mesma escola que Oda. Quando eles se conheceram, ela foi ao clube da piscina para dissolvê-lo por falta de membros e falta de financiamento da escola. Depois que Oda lhe mostrou suas habilidades, ele a convenceu de que vale a pena manter o clube e ela até se tornou membro.
Em algumas traduções é chamada de "Olive".
Kanou Ryouji
Um dos melhores jogadores de bilhar do Japão, conhecido como "Ryoji Três-movimentos", porque ele sempre derrota um adversário em apenas três movimentos. Ele é canhoto, mas também é um excelente jogador com a mão direita.
Sua especialidade é o "tiro de shotgun", que lança a bola branca com tanta força que quebra no impacto, espalhando as peças para acertar as bolas ao seu redor.
Aono Minoru
Outro amigo de Oda, sua especialidade é acertar com um chute certeiro que retorna a deixa para o centro da mesa, permitindo que ele continue atirando de um bom ponto de vista.
Aki
No entanto, outro dos amigos intermináveis de Oda ele pegou em seu primeiro torneio, ele confia em seu poderoso "Massé" para causar reações em cadeia em um ângulo. no entanto, por causa de seu poder, sua precisão é um pouco baixa (em comparação com os profissionais, é claro).
Jeffery Boid
Principal rival do torneio entre Japão e EUA no Havaí, sua especialidade é o "tiro milagroso" que usa a almofada de ar da pista, girando a 210 km/h, para girar em torno de outras bolas. O olho humano acha difícil seguir o movimento a essa velocidade e, portanto, parece que o taco passa pela outra bola.
Ele tem outra especialidade, o "tiro de furacão", que também usa a almofada de ar do taco giratório, mas usa-o para mover diretamente outras bolas sem realmente tocá-las.